# Vuelta Ciclista a Murcia
La Vuelta a Murcia (oficialmente: Vuelta Ciclista a Murcia) es una competición ciclista profesional que se disputa en Región de Murcia (España) a principios del mes de marzo. 
Fue creada en 1981 como una competición amateur. Tras pasar cuatro años por categorías nacionales no oficiales internacionalmente ya en 1989 pasó a ser completamente profesional en el calendario internacional.
En su recorrido, es muy habitual que se incluya el Alto del Collado Bermejo, cima que suele marcar diferencias y que desde 2004 se denomina Cima Marco Pantani, en honor al ciclista italiano vencedor de la edición de 1999.
Desde su creación contó con 5 o 6 etapas, pero en los últimos años se ha reducido a 3 y 2 etapas y desde 2013 es una carrera de un solo día adelantando la fecha de disputa a febrero.
A lo largo de su historia ha tenido diferentes nombres aunque similares como Vuelta Ciclista a Murcia-Costa Cálida, Vuelta Ciclista a la Región de Murcia o simplemente, desde la edición del 2012, Vuelta Ciclista a Murcia. Utilizando indistintamente cualquiera de ellos, incluso omitiendo el término "Ciclista".

## Palmarés
| Año                                   | Ganador                 | Segundo                  | Tercero                   |
| ------------------------------------- | ----------------------- | ------------------------ | ------------------------- |
| Vuelta Ciclista a Murcia-Costa Cálida |                         |                          |                           |
| 1981                                  | Pedro Delgado           |                          |                           |
| 1982                                  | José Salvador Sanchis   |                          |                           |
| 1983                                  | Francisco Javier Cedena |                          |                           |
| 1984                                  | Ricardo Martínez Matey  |                          |                           |
| 1985                                  | José Recio              | Jesús Blanco Villar      | Pedro Delgado             |
| 1986                                  | Miguel Induráin         | Peio Ruiz Cabestany      | Jaime Vilamajó            |
| 1987                                  | Peio Ruiz Cabestany     | Carlos Hernández Bailo   | Mariano Sánchez Martínez  |
| 1988                                  | Carlos Hernández Bailo  | William Palacio          | Antonio Martínez Martínez |
| 1989                                  | Marino Alonso           | Silvano Contini          | Víctor Gonzalo            |
| 1990                                  | Tom Cordes              | Santos Hernández         | Eduardo Chozas            |
| 1991                                  | José Luis Villanueva    | Claudio Chiappucci       | Julián Gorospe            |
| 1992                                  | Álvaro Mejía            | Antonio Martín Velasco   | Melcior Mauri             |
| 1993                                  | Carlos Galarreta        | Laudelino Cubino         | Eddy Bouwmans             |
| 1994                                  | Melcior Mauri           | Aitor Garmendia          | Herminio Díaz Zabala      |
| 1995                                  | Adriano Baffi           | Erik Breukink            | Maurizio Fondriest        |
| 1996                                  | Melcior Mauri           | Wladimir Belli           | Rodolfo Massi             |
| 1997                                  | Juan Carlos Domínguez   | Ignacio García Camacho   | Santos González           |
| 1998                                  | Alberto Elli            | Alekszandr Vinokurov     | Marco Pantani             |
| 1999                                  | Marco Pantani           | Javier Pascual Rodríguez | Beat Zberg                |
| 2000                                  | David Cañada            | Javier Pascual Llorente  | José Alberto Martínez     |
| 2001                                  | Aitor González          | Javier Pascual Llorente  | Mikel Zarrabeitia         |
| 2002                                  | Víctor Hugo Peña        | Jan Hruška               | Oscar Camenzind           |
| 2003                                  | Javier Pascual Llorente | Jan Hruška               | Haimar Zubeldia           |
| 2004                                  | Alejandro Valverde      | Iván Gutiérrez           | Cadel Evans               |
| 2005                                  | Koldo Gil               | Antonio Colom            | Damiano Cunego            |
| 2006                                  | Iván Gutiérrez          | David Bernabéu           | Jan Hruška                |
| 2007                                  | Alejandro Valverde      | Ángel Vicioso            | Manuel Lloret             |
| 2008                                  | Alejandro Valverde      | Stefano Garzelli         | Alberto Contador          |
| Vuelta Ciclista a la Región de Murcia |                         |                          |                           |
| 2009                                  | Denís Menshov           | Rubén Plaza              | Pieter Weening            |
| 2010                                  | František Raboň         | Denís Menshov            | Bradley Wiggins           |
| 2011                                  | Jérôme Coppel           | Denís Menshov            | Wout Poels                |
| Vuelta Ciclista a Murcia              |                         |                          |                           |
| 2012                                  | Nairo Quintana          | Jonathan Tiernan-Locke   | Wout Poels                |
| 2013                                  | Dani Navarro            | Bauke Mollema            | Alejandro Valverde        |
| 2014                                  | Alejandro Valverde      | Tiago Machado            | Davide Rebellin           |
| 2015                                  | Rein Taaramäe           | Bauke Mollema            | Zdeněk Štybar             |
| 2016                                  | Philippe Gilbert        | Alejandro Valverde       | Ilnur Zakarin             |
| 2017                                  | Alejandro Valverde      | Jhonatan Restrepo        | Patrick Konrad            |
| 2018                                  | Luis León Sánchez       | Alejandro Valverde       | Philippe Gilbert          |
| 2019                                  | Luis León Sánchez       | Alejandro Valverde       | Pello Bilbao              |
| 2020                                  | Xandro Meurisse         | Josef Černý              | Lennard Kämna             |
| 2021                                  | Antonio Jesús Soto      | Ángel Madrazo            | Gonzalo Serrano Rodríguez |
| 2022                                  | Alessandro Covi         | Matteo Trentin           | Matis Louvel              |
| 2023                                  | Ben Turner              | Simon Clarke             | Jordi Meeus               |
| 2024                                  | Ben O'Connor            | Jan Tratnik              | Tim Wellens               |
| 2025                                  | Fabio Christen          | Aurélien Paret-Peintre   | Christian Scaroni         |

Notas:
- Las primeras 4 ediciones (1981-1984) fueron amateur.
- Las siguientes 4 ediciones (1985-1988) fueron nacionales o neoprofesional abiertas no oficiales.
- En la edición 2006, en principio el ganador fue Santos González pero fue descalificado por dopaje.[6]
- En la edición 2011, en principio el ganador fue Alberto Contador pero fue descalificado por dopaje (ver Caso Contador).

## Palmarés por países
| País            | Victorias | Último vencedor            |
| --------------- | --------- | -------------------------- |
| España          | 28        | Antonio Jesús Soto en 2021 |
| Italia          | 4         | Alessandro Covi en 2022    |
| Colombia        | 3         | Nairo Quintana en 2012     |
| Bélgica         | 2         | Xandro Meurisse en 2020    |
| Países Bajos    | 1         | Tom Cordes en 1990         |
| Rusia           | 1         | Denís Menshov en 2009      |
| República Checa | 1         | František Raboň en 2010    |
| Francia         | 1         | Jérôme Coppel en 2011      |
| Estonia         | 1         | Rein Taaramäe en 2015      |
| Reino Unido     | 1         | Ben Turner en 2023         |
| Australia       | 1         | Ben O'Connor en 2024       |
| Suiza           | 1         | Fabio Christen en 2025     |

En negrilla corredores activos.

## Estadísticas

### Más victorias
| Ciclista           | Victorias | Años                          |
| ------------------ | --------- | ----------------------------- |
| Alejandro Valverde | 5         | 2004, 2007, 2008, 2014 y 2017 |
| Melchor Mauri      | 2         | 1994 y 1996                   |
| Luis León Sánchez  | 2         | 2018 y 2019                   |

En negrilla corredores activos.

### Victorias consecutivas
- Dos victorias seguidas:
  -  Alejandro Valverde (2007, 2008)
  -  Luis León Sánchez (2018, 2019)

En negrilla corredores activos.